# Britney Jean
A Britney Jean Britney Spears amerikai énekesnő nyolcadik nagylemeze, amely 2013. december 3-án jelent meg az RCA Records gondozásában. Az album felvételei 2013-ban készültek el, olyan producerek közreműködésével, mint will.i.am vagy David Guetta.

## Háttér
Miután Britney kilépett a The X Factorból, stúdióba vonult, hogy elkészítse 8. stúdióalbumát. Az énekesnő teljes neve Britney Jean Spears. Elmondása szerint így szólítják őt a rokonai, és szerinte ez a szeretet jele. Az énekesnő meg akarta osztani ezt az érzést rajongóival, ráadásul az új album nagyon személyesre sikerült, így a felvétel ezt a nevet kapta.

## Promóció
Mint ahogy egy korábbi albumát, a Blackoutot, Britney ezt az albumát sem népszerűsítette promóciós fellépésekkel. Habár 2013. szeptember 17-én megjelent a Good Morning America c. műsorban, hogy bejelentse 2 éves rezidenskoncertjét a Britney: Piece of Met, majd Angliába is elutazott, ahol Alan Carr: Chatty Man című műsorban szerepelt. Számos interjút is adott, olyan műsorokban, mint például a The Ellen DeGeneres Show, Entertainment Tonight és Surprise Surprise. Az albumhoz készítettek egy dokumentumfilmet, melynek címe I Am Britney Jean: Britney Spears. Ez végigkíséri a Britney Jean és a Britney: Piece of Me alatti munkálatokat, a filmet az E! televízió adta le december 22-én. Az első Britney: Piece of Me show-t december 27-én rendezték meg. A Britney Jeanről előadta a Work Bitch, Perfume és Alien című dalokat.

## Kislemezek
Az album első kislemeze a "Work Bitch" lett, amely a Billboard Hot 100 12. helyén debütált. A második kislemez a "Perfume" csupán a 76. helyig jutott az USA-ban.

## Kritika
Az albumot vegyes kritikák érték. A Metacritic 100-ból 50 pontot adott rá. A Rolling Stone szerint "2013 dance-pop albumait túlragyogja. Annak ellenére, hogy ezen a télen a pop-hercegnők Miley, Katy, Gaga és a többiek táncparkettre szólítanak minket, Britney továbbra is a királynő." A Slant szerint “Britney Jean az első olyan lemeze Britney Spears-nek, melyben az énekesnő minden dalban közreműködött társ-szövegíróként. Ez azt sugallja, hogy Britney próbál versenyezni néhány hitelesebb művésszel. Nagy valószínűséggel a szerzői jogdíjak több pénzt fognak neki behozni.”

## Eladás
Az album 4. helyen debütált a Billboard 200-on. Az USA-ban a megjelenés első hetében 109 000 darabot adtak el, míg a második héten 30 925 darabot értékesítettek a lemezből. Az Egyesült Királyságban a 34. helyen debütált az album 12 000 példánnyal. Ausztráliában 12., Svédországban 28., Belgiumban 32., Hollandiában 36. helyen nyitott. Az énekesnőnek eddig soha nem szerepelt ilyen rosszul egyetlen albuma sem.
Az albumból kb. 750 000 példányt értékesítettek 2017-ig.

## Az album dalai
|     | Cím                                        | Szerző(k)                                                                                                | Producer(ek)                                                                                        | Hossz |
| --- | ------------------------------------------ | --- | --------------------------------------------------------------------------------------------------- | ----- |
| 1.  | Alien                                      | Britney Spears, William Orbit, Anthony Preston, Ana Diaz, Dan Trynor                                     | Orbit, HyGrade, Preston                                                                             | 3:56  |
| 2.  | Work Bitch                                 | Spears, William Adams, Otto Jettman, Sebastian Ingrosso, Preston, Derek Weintraub, Ruth-Anne Cunningham, | Ingrosso, Otto Knows, Preston, will.i.am                                                            | 4:08  |
| 3.  | Perfume                                    | Spears, Sia Furler, Christopher Braide                                                                   | will.i.am, Keith Harris, Braide                                                                     | 4:00  |
| 4.  | It Should Be Easy (közreműködik will.i.am) | Spears, Adams, David Guetta, Giorgio Tuinfort, Nick Rotteveel, Marcus van Wattum                         | Guetta, Tuinfort, Nicky Romero, van Wattum will.i.am, Preston                                       | 3:27  |
| 5.  | Tik Tik Boom (közreműködik T.I.)           | Spears, Clifford Joseph Harris, Jr. Preston Onique "Sparrow" Williams, Andre Lindal                      | Preston, Leroy                                                                                      | 2:57  |
| 6.  | Body Ache                                  | Spears, Guetta, Tuinfort, Luciana Caporaso, Nick Clow, Myah Marie Langston, Preston                      | Guetta, Tuinfort, will.i.am, Preston                                                                | 3:26  |
| 7.  | Til It's Gone                              | Spears, Jenson Vaughan, Rosette Sharma, Preston, Tuinfort, Guetta, Adams                                 | Tuinfort, will.i.am, Preston                                                                        | 3:43  |
| 8.  | Passenger                                  | Spears, Thomas Pentz, Furler, Andrew Swanson, Katy Perry                                                 | Diplo, Preston                                                                                      | 3:41  |
| 9.  | Chillin' With You                          | Spears, Adams, Preston, Joshua Lopez                                                                     | will.i.am, Freshmen III, Preston                                                                    | 3:39  |
| 10. | Don't Cry (közreműködik Jamie Lynn Spears) | Spears, Adams, Lopez, Gonzalez                                                                           | will.i.am, Richard Vission, Chico Bennett, Zach "Reazon" Heiligman, William "DJ Keebz" Kebler, LWAM | 3:15  |

| 11. | Brightest Morning Star     | Spears, Lukasz Gottwald, Furler, Henry Walter                  | Dr. Luke, Cirkut, Braide, Preston       | 3:00 |
| 12. | Hold On Tight              | Spears                                                         | Kool Kojak, A.C Preston, Peter Carlsson | 3:28 |
| 13. | Now That I Found You       | Spears, Danny O'Donoghue, Tuinfort, Guetta, Frédéric Riesterer | Tuinfort, will.i.am, Preston            | 4:17 |
| 14. | Perfume (The Dreaming Mix) | Spears, Sia Furler, Christopher Braide                         | will.i.am, Keith Harris, Braide         | 4:02 |

| 15. | Work Bitch (The Jane Doze Remix) | Spears, William Adams, Otto Jettman, Sebastian Ingrosso, Preston, Derek Weintraub, Ruth-Anne Cunningham, | Ingrosso, Otto Knows, Preston, will.i.am | 2:59 |
| 16. | Work Bitch (7th Heaven Club mix) | Spears, William Adams, Otto Jettman, Sebastian Ingrosso, Preston, Derek Weintraub, Ruth-Anne Cunningham, | Ingrosso, Otto Knows, Preston, will.i.am | 4:27 |

## Slágerlistás helyezések
| Slágerlista (2013)           | Legjobb helyezés |
| ---------------------------- | ---------------- |
| Billboard 200                | 4                |
| Argentin albumok             | 7                |
| Ausztrál albumok             | 12               |
| Osztrák albumok              | 13               |
| Belga Album Chart (Flandria) | 32               |
| Belga Album Chart (Vallónia) | 26               |
| Kanadai albumok              | 7                |
| Cseh albumok                 | 36               |
| Dán albumok                  | 27               |
| Holland albumok              | 36               |
| Finn albumok                 | 24               |
| Francia albumok              | 22               |
| Német albumok                | 20               |
| Görög albumok                | 26               |
| Ír albumok                   | 15               |
| Olasz albumok                | 14               |
| Japán (Oricon) albumok       | 17               |
| Mexikói albumok              | 4                |
| Új-zélandi albumok           | 22               |
| Norvég albumok               | 16               |
| Lengyel albumok              | 45               |
| Skót albumok                 | 30               |
| Dél-koreai albumok           | 20               |
| Spanyol albumok              | 12               |
| Svéd albumok                 | 5                |
| Svájci albumok               | 28               |
| UK                           | 34               |